# 中村梅彌 (2代目)
二代目 中村 梅彌（にだいめ なかむら うめや、1957年12月12日 - ）は、日本の舞踊家。日本舞踊中村流八代目家元。本名は石川（中村）光江。

## 人物
東京都出身。父は歌舞伎役者の七代目中村芝翫。1962年、4歳で新橋演舞場にて初舞台を踏む。
1967年、父が7代目芝翫を襲名した際の披露興行で「春興鏡獅子」の胡蝶に出演。父の指導の下、六代目藤間勘十郎（二代目藤間勘祖）に師事し、歌舞伎公演の振り付け等を習得している。また、六代目家元である六代目中村歌右衛門、七代目家元である七代目中村芝翫のもとで中村流を支えた四代目中村芝賀と中村成文より流儀の古い振りを継承している。
義弟である十八代目中村勘三郎が主宰する『平成中村座』公演では『太閤桜』の振り付けや父芝翫が新橋演舞場顔見世狂言で演じた『梅の栄』、『鐘ケ岬』、『魂まつり』の振り付けを任される。またテレビドラマの『御宿かわせみ』、『うぬぼれ刑事』、 実弟である九代目中村福助が主演した映画『娘道成寺 蛇炎の恋』（2004年）、末弟の三代目中村橋之助主演舞台『魔界転生』（2006年）、『憑神』（2007年）などの所作指導や振り付けも担当する。また伝統歌舞伎保存会の講師として若手歌舞伎俳優の育成にも努めている。
2010年5月23日、国立劇場で開催した日本舞踊中村流の舞踊会に於いて祖母の名跡である中村梅彌の二代目を襲名。
2011年10月に父が逝去したことを受けて、中村流の家元を八代目として継承。家元継承披露は2013年5月27日に国立劇場にて執り行われた。
2016年、日本芸術院賞受賞。

## 家族・親族
- 父：七代目中村芝翫
- 実妹：波野好江（十八代目中村勘三郎の妻）
- 実弟：九代目中村福助、八代目中村芝翫
- 義弟：十八代目中村勘三郎
- 義妹：（中村福助夫人）、三田寛子（中村敦子、八代目中村芝翫の妻）
- 娘：中村梅
- 甥：六代目中村勘九郎、二代目中村七之助(好江の子)、六代目中村児太郎(福助の子)、四代目中村橋之助、三代目中村福之助、四代目中村歌之助(芝翫の子)
- 夫：石川裕一